# Још мало па нестало (књига)
Још мало па нестало: аутостоперски водич кроз свет који ишчезава (енгл. Last Chance to See) је стручна књига из области екологије, аутора Дагласа Адамса (енгл. Douglas Adams) и Марка Карвардина (енгл. Mark Carwardine), објављена 1990. године. Српско издање објавила је издавачка кућа "Одисеја" из Београда 2013. године у преводу Јоавне Кузмановић.

## О ауторима
- Даглас Ноел Адамс је рођен 11. марта 1952. у Кембриџу (Уједињено Краљевство), преминуо у четрдесет деветој години 11. маја 2001. године у Санта Барбари (САД). Завршио је студије енглеске књижевности. Био је британски радио-драматург и писац. Његово најпознатије дело је Аутостоперски водич кроз галаксију.[2] Био је познат као Боп Ад (по његовом нечитком потпису), или по иницијалима "ДНК".[3]
- Марк Карвардин, рођен 9. марта 1959. године, је зоолог, активиста за заштиту животне средине, писац, ТВ и радио водитељ, фотограф дивљих животиња, колумниста часописа и организатор експедиција. Велико признање је постигао за своје експедиције за очување природе „Последња шанса да се види“ са Дагласом Адамсом, први пут емитоване 1990.[4]

## О књизи
У књизи Још мало па нестало: аутостоперски водич кроз свет који ишчезава писац Даглас Адамс и зоолог Марк Карвардајн крећу широм света у потрази за егзотичним, угроженим створењима.
Даглас Адамс је више година провео размишљајући о апсурдностима живота на другим планетама и то приказао у књизи Аутостоперски водич кроз галаксију. Удружио се са зоологом Марком Карвардином да открије шта се дешава са животом на овој.
Даглас Адамс, духовити писац научне фантастике и научник Марк Карвардин заједно воде читаоце на незаборавно путовање око света. Циљ је потрага егзотичних, угрожених животиња – бића које можда више нећемо имати прилике да видимо. Путујући по скровитим забитима наше планете, које људи још нису успели да потпуно, промене, затичу животињско царство у свој његовој лепоти, разноврсности и непосредној опасности.
Књига Још мало па нестало: аутостоперски водич кроз свет који ишчезава је и путопис, и документарац, и популарна наука, и духовити осврт на однос човека према свету.
У Уводном делу књиге Адамс је изнео неколико чињеница о путовањима на која се отиснуо са Марком Карвардином. На Мадагаскар су путовали 1985. године, на осталим одредиштима провели су десетак месеци током 1988. и 1989. године. На Мадагаскар је са њима ишао фотограф Ален ле Гарсме, али на остала путовања није, те су фотогарфије у књизи дело Адамса и Карвардина.
Путовања су снимана за серијал Радија ББЦ (осим по Мадагаскару). На пут у Индонезију и на Нови Зеланд ишла је и продуценткиња серије Гејнор Шут, Крис Мјур у Заир и Кину где је бележио звук, и Стивен Фоу који их је снимао на Маурицијусу.